# 諾艾爾·博什
諾艾爾·博什（1996年2月13日—）是一名阿爾巴尼亞游泳運動員，曾代表國家參加2012年倫敦奧運的女子100米蝶泳比賽以及2014年南京青奧女子200米蝶泳比賽。